# Cordula Rau
Cordula Rau, geboren am 18. Juli 1961, ist eine deutsche Architektin, Kuratorin und Publizistin.

## Werdegang
Sie war von 1991 bis 1992 Projektleiterin im Architekturbüro Schmidt-Schicketanz und Partner. Von 1993 bis 2000 arbeitete sie als Projektleiterin bei Stephan Braunfels Architekten, von 2001 bis 2003 war sie beim Projekt BMW Welt beratend für die BMW AG tätig. 2004 gründete Rau die Agentur Die Walverwandtschaften, Büro für Kommunikation, Architektur, Kunst und Design. Parallel arbeitete sie für die Redaktion der Architekturzeitschrift DETAIL.
2010 war Cordula Rau Co-Generalkommissarin zusammen mit Ole W. Fischer und Eberhard Tröger für den deutschen Beitrag der 12. Architektur Biennale Venedig mit dem Thema Sehnsucht - ein Portrait der Sensibilität zeitgenössischer Architektur.

## Publikationen
- als Hrsg.: Why Do Architects Wear Black? 2. Auflage. Springer, Wien 2017, ISBN 978-3-0356-1416-9.[6]
- als Hrsg. mit Eberhard Tröger und Ole W. Fischer: Sehnsucht: the book of architectural longings; deutscher Beitrag auf der 12. Internationalen Architekturausstellung – La Biennale die Venezia 2010. Deutscher Beitrag auf der 12. Internationalen Architekturausstellung La Biennale di Venezia 2010. Die Wahlverwandtschaften. Springer, Wien 2010, ISBN 978-3-7091-0326-5.
- als Hrsg. mit Eberhard Tröger und Ole W. Fischer: What Architects Desire. Springer, Wien 2010, ISBN 978-3-7091-0326-5.
- als Hrsg.: The Art of Engineering: Jahrbuch Ingenieurbaukunst 2012/2013 (English and German Edition). Springer, Wien 2013,  ISBN 978-3-7091-1297-7.
- als Hrsg. mit Georg von Werz: Helmut von Werz – Ein Architektenleben I An Architect's Life 1912–1990. Birkhäuser Verlag, Basel 2014, ISBN 978-3-99043-664-6.